# 阿克托貝州
阿克托貝州（羅馬化：Aqtöbe oblysy，羅馬化：Aktyubinskaya oblast，音译阿克纠宾州）是哈萨克斯坦共和国的一個州份。北面与俄羅斯接壤（小部分边界為乌拉尔河河面），南為乌兹别克斯坦，其中東南角為咸海。总面积約300,600平方公里。人口约797,036（2013年2月資料）。首府阿克托别。

## 外部連結
- 官方網站 （页面存档备份，存于）